# Uranium City
Uranium City – miasto w Kanadzie, w stanie Saskatchewan, nad jeziorem Athabaska. W 2000 r. miasto to liczyło ok. 3 tys. mieszkańców. W mieście działa port lotniczy Uranium City.